# Drożejowickie Chałupki
Drożejowickie Chałupki – część wsi Drożejowice w Polsce, położona w województwie świętokrzyskim, w powiecie kazimierskim, w gminie Skalbmierz.
W latach 1975–1998 Drożejowickie Chałupki administracyjnie należały do województwa kieleckiego.